# Victoria Brown
Victoria Jayne Brown (Melbourne, 27 de julho de 1985) é uma jogadora de polo aquático australiana, medalhista olímpica.

## Carreira
Brown fez parte da equipe da Austrália que conquistou a medalha de bronze nos Jogos Olímpicos de 2012, em Londres.